# Campeonato Mundial de Halterofilismo de 1983
O Campeonato Mundial de Halterofilismo de 1983 foi a 57ª edição do campeonato organizado pela Federação Internacional de Halterofilismo (FIH) em Moscou, na União Soviética entre 22 a 31 de outubro de 1983. Foram disputadas dez categorias com a presença de 187 halterofilistas de 32 nacionalidades. Essa edição foi realizada em conjunto com o Campeonato Europeu de Halterofilismo de 1983.

## Medalhistas
| Evento    | Ouro                                 | Ouro     | Prata                                  | Prata    | Bronze                               | Bronze   |
| 52 kg     | 52 kg                                | 52 kg    | 52 kg                                  | 52 kg    | 52 kg                                | 52 kg    |
| --------- | ------------------------------------ | -------- | -------------------------------------- | -------- | ------------------------------------ | -------- |
| Arranque  | Neno Terziski · Bulgária             | 115,0 kg | Jacek Gutowski · Polónia               | 112,5 kg | Hidemi Miyashita · Japão             | 107,5 kg |
| Arremesso | Neno Terziski · Bulgária             | 145,0 kg | Stefan Leletko · Polónia               | 140,0 kg | Jacek Gutowski · Polónia             | 137,5 kg |
| Total     | Neno Terziski · Bulgária             | 260,0 kg | Jacek Gutowski · Polónia               | 250,0 kg | Stefan Leletko · Polónia             | 247,5 kg |
| 56 kg     |                                      |          |                                        |          |                                      |          |
| Arranque  | Naim Suleymanov · Bulgária           | 130,0 kg | Oksen Mirzoian · União Soviética       | 127,5 kg | Wu Shude · China                     | 125,0 kg |
| Arremesso | Oksen Mirzoian · União Soviética     | 165,0 kg | Andreas Letz · Alemanha Oriental       | 160,0 kg | Naim Suleymanov · Bulgária           | 160,0 kg |
| Total     | Oksen Mirzoian · União Soviética     | 292,5 kg | Naim Suleymanov · Bulgária             | 290,0 kg | Andreas Letz · Alemanha Oriental     | 280,0 kg |
| 60 kg     |                                      |          |                                        |          |                                      |          |
| Arranque  | Iurik Sarkissian · União Soviética   | 137,5 kg | Marek Seweryn · Polónia                | 135,0 kg | Stefan Topurov · Bulgária            | 132,5 kg |
| Arremesso | Stefan Topurov · Bulgária            | 180,0 kg | Iurik Sarkissian · União Soviética     | 175,0 kg | Gelu Radu · Roménia                  | 162,5 kg |
| Total     | Iurik Sarkissian · União Soviética   | 312,5 kg | Stefan Topurov · Bulgária              | 312,5 kg | Gelu Radu · Roménia                  | 292,5 kg |
| 67,5 kg   |                                      |          |                                        |          |                                      |          |
| Arranque  | Ianko Russev · Bulgária              | 145,0 kg | Andreas Behm · Alemanha Oriental       | 145,0 kg | Joachim Kunz · Alemanha Oriental     | 145,0 kg |
| Arremesso | Joachim Kunz · Alemanha Oriental     | 195,0 kg | Ianko Russev · Bulgária                | 192,5 kg | Andreas Behm · Alemanha Oriental     | 192,5 kg |
| Total     | Joachim Kunz · Alemanha Oriental     | 340,0 kg | Ianko Russev · Bulgária                | 337,5 kg | Andreas Behm · Alemanha Oriental     | 337,5 kg |
| 75 kg     |                                      |          |                                        |          |                                      |          |
| Arranque  | Vladimir Kuznetsov · União Soviética | 167,5 kg | Aleksandar Varbanov · Bulgária         | 160,0 kg | Dragomir Cioroslan · Roménia         | 157,5 kg |
| Arremesso | Aleksandar Varbanov · Bulgária       | 210,0 kg | Zdravko Stoitchkov · Bulgária          | 207,5 kg | Vladimir Kuznetsov · União Soviética | 202,5 kg |
| Total     | Aleksandar Varbanov · Bulgária       | 370,0 kg | Vladimir Kuznetsov · União Soviética   | 370,0 kg | Zdravko Stoitchkov · Bulgária        | 362,5 kg |
| 82,5 kg   |                                      |          |                                        |          |                                      |          |
| Arranque  | Assen Zlatev · Bulgária              | 180,0 kg | Iurik Vardanian · União Soviética      | 180,0 kg | László Barsi · Hungria               | 165,0 kg |
| Arremesso | Iurik Vardanian · União Soviética    | 212,5 kg | Assen Zlatev · Bulgária                | 210,0 kg | Lubomír Vymazal · Tchecoslováquia    | 210,0 kg |
| Total     | Iurik Vardanian · União Soviética    | 392,5 kg | Assen Zlatev · Bulgária                | 390,0 kg | László Barsi · Hungria               | 370,0 kg |
| 90 kg     |                                      |          |                                        |          |                                      |          |
| Arranque  | Blagoi Blagoev · Bulgária            | 190,0 kg | Viktor Solodov · União Soviética       | 185,0 kg | Andrzej Piotrowski · Polónia         | 170,0 kg |
| Arremesso | Blagoi Blagoev · Bulgária            | 227,5 kg | Viktor Solodov · União Soviética       | 225,0 kg | Andrzej Piotrowski · Polónia         | 212,5 kg |
| Total     | Blagoi Blagoev · Bulgária            | 417,5 kg | Viktor Solodov · União Soviética       | 410,0 kg | Andrzej Piotrowski · Polónia         | 382,5 kg |
| 100 kg    |                                      |          |                                        |          |                                      |          |
| Arranque  | Aleksandr Popov · União Soviética    | 187,5 kg | Pavel Kuznetsov · União Soviética      | 182,5 kg | Vasile Groapă · Roménia              | 180,0 kg |
| Arremesso | Pavel Kuznetsov · União Soviética    | 240,0 kg | Aleksandr Popov · União Soviética      | 235,0 kg | Andrzej Komar · Polónia              | 227,5 kg |
| Total     | Pavel Kuznetsov · União Soviética    | 422,5 kg | Aleksandr Popov · União Soviética      | 422,5 kg | Andrzej Komar · Polónia              |          |
| 110 kg    |                                      |          |                                        |          |                                      |          |
| Arranque  | Viatcheslav Klokov · União Soviética | 192,5 kg | József Jacsó · Hungria                 | 185,0 kg | Ștefan Tașnadi · Roménia             | 182,5 kg |
| Arremesso | Viatcheslav Klokov · União Soviética | 247,5 kg | József Jacsó · Hungria                 | 225,0 kg | Anton Baraniak · Tchecoslováquia     | 220,0 kg |
| Total     | Viatcheslav Klokov · União Soviética | 440,0 kg | József Jacsó · Hungria                 | 410,0 kg | Anton Baraniak · Tchecoslováquia     | 400,0 kg |
| +110 kg   |                                      |          |                                        |          |                                      |          |
| Arranque  | Anatoli Pissarenko · União Soviética | 205,0 kg | Aleksandr Kurlovitch · União Soviética | 205,0 kg | Pavel Khek · Tchecoslováquia         | 197,5 kg |
| Arremesso | Anatoli Pissarenko · União Soviética | 245,0 kg | Aleksandr Kurlovitch · União Soviética | 245,0 kg | Antonio Krastev · Bulgária           | 237,5 kg |
| Total     | Anatoli Pissarenko · União Soviética | 450,0 kg | Aleksandr Kurlovitch · União Soviética | 450,0 kg | Antonio Krastev · Bulgária           | 427,5 kg |

- — RECORDE MUNDIAL

## Quadro de medalhas
Quadro de medalhas no total combinado
| Ordem | País              | Medalha de ouro | Medalha de prata | Medalha de bronze | Total |
| ----- | ----------------- | --------------- | ---------------- | ----------------- | ----- |
| 1     | União Soviética   | 6               | 4                | 0                 | 10    |
| 2     | Bulgária          | 3               | 4                | 2                 | 9     |
| 3     | Alemanha Oriental | 1               | 0                | 2                 | 3     |
| 4     | Polónia           | 0               | 1                | 3                 | 4     |
| 5     | Hungria           | 0               | 1                | 1                 | 2     |
| 6     | Tchecoslováquia   | 0               | 0                | 1                 | 1     |
| 6     | Roménia           | 0               | 0                | 1                 | 1     |
| Total | Total             | 10              | 10               | 10                | 30    |

Quadro de medalhas nos levantamentos + total combinado
| Ordem | País              | Medalha de ouro | Medalha de prata | Medalha de bronze | Total |
| ----- | ----------------- | --------------- | ---------------- | ----------------- | ----- |
| 1     | União Soviética   | 16              | 13               | 1                 | 30    |
| 2     | Bulgária          | 12              | 8                | 5                 | 25    |
| 3     | Alemanha Oriental | 2               | 2                | 4                 | 8     |
| 4     | Polónia           | 0               | 4                | 7                 | 11    |
| 5     | Hungria           | 0               | 3                | 2                 | 5     |
| 6     | Roménia           | 0               | 0                | 5                 | 5     |
| 7     | Tchecoslováquia   | 0               | 0                | 4                 | 4     |
| 8     | China             | 0               | 0                | 1                 | 1     |
| 8     | Japão             | 0               | 0                | 1                 | 1     |
| Total | Total             | 30              | 30               | 30                | 90    |